# Eulomalus roberti
Eulomalus roberti är en skalbaggsart som först beskrevs av Sylvain Auguste de Marseul 1879.  Eulomalus roberti ingår i släktet Eulomalus och familjen stumpbaggar. Inga underarter finns listade i Catalogue of Life.